# هرمان کانوی
هرمان کانوی (انگلیسی: Herman Conway; ۱۱ اکتبر ۱۹۰۸ – ۱ آوریل ۱۹۸۳ (aged 74)) بازیکن فوتبال اهل بریتانیا بود.
از باشگاه‌هایی که در آن بازی کرده‌است می‌توان به باشگاه فوتبال ساوتند یونایتد، باشگاه فوتبال تانبریج ولز، باشگاه فوتبال گینزبورو ترینیتی، باشگاه فوتبال وستهام یونایتد، و باشگاه فوتبال برنلی اشاره کرد.